# Javornik (gmina Idrija)
Javornik – wieś w Słowenii, w gminie Idrija. W 2018 roku liczyła 1 mieszkańca.